# Pădureni (Tritenii de Jos), Cluj

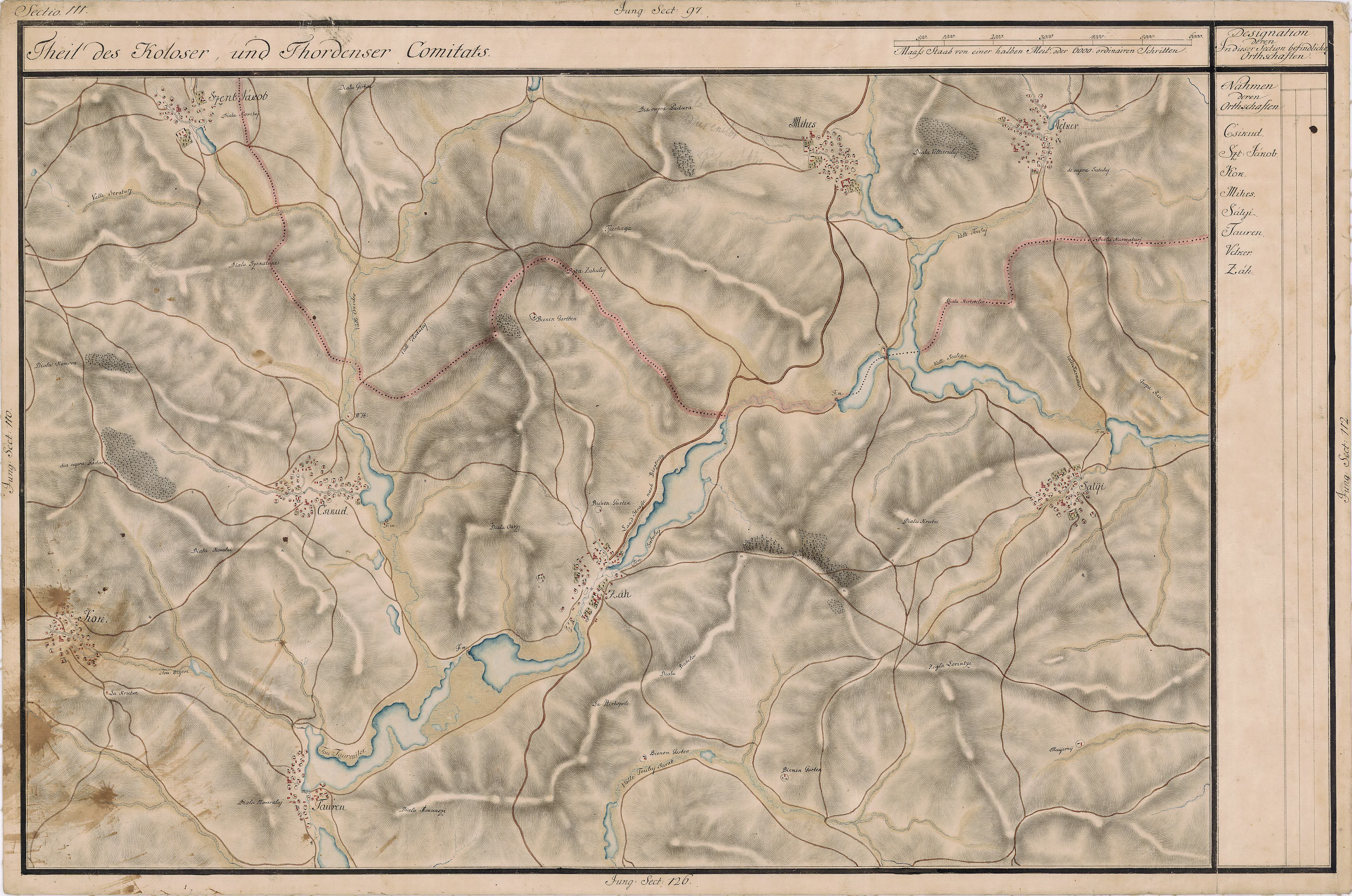
Pădureni (Kok) pe Harta Iosefină a Transilvaniei,
1769-1773 (Sectio 111)

Pădureni (mai demult Coc) este un sat în comuna Tritenii de Jos din județul Cluj, Transilvania, România.

## Istoric
Pe Harta Iosefină a Transilvaniei din 1769-1773 (Sectio 111), localitatea apare sub numele de „Kok”.

## Lăcașuri de cult
- Biserica ortodoxă
- Biserica penticostală

## Vechea mănăstire
Între Pădureni și satul învecinat Urca a existat în trecut într-o pădurice o veche mănăstire (notată "Monostor" pe Harta Iosefină). Este amintită în 1774, când avea un călugăr greco-catolic. Interiorul mănăstirii era foarte mic.

## Demografie
La recensământul din anul 1930 au fost înregistrați 1.176 locuitori, dintre care 1.150 români, 19 țigani, 4 evrei și 3 maghiari. Sub aspect confesional populația era alcătuită din 1.162 greco-catolici, 7 ortodocși, 4 mozaici și 3 reformați.

## Galerie de imagini

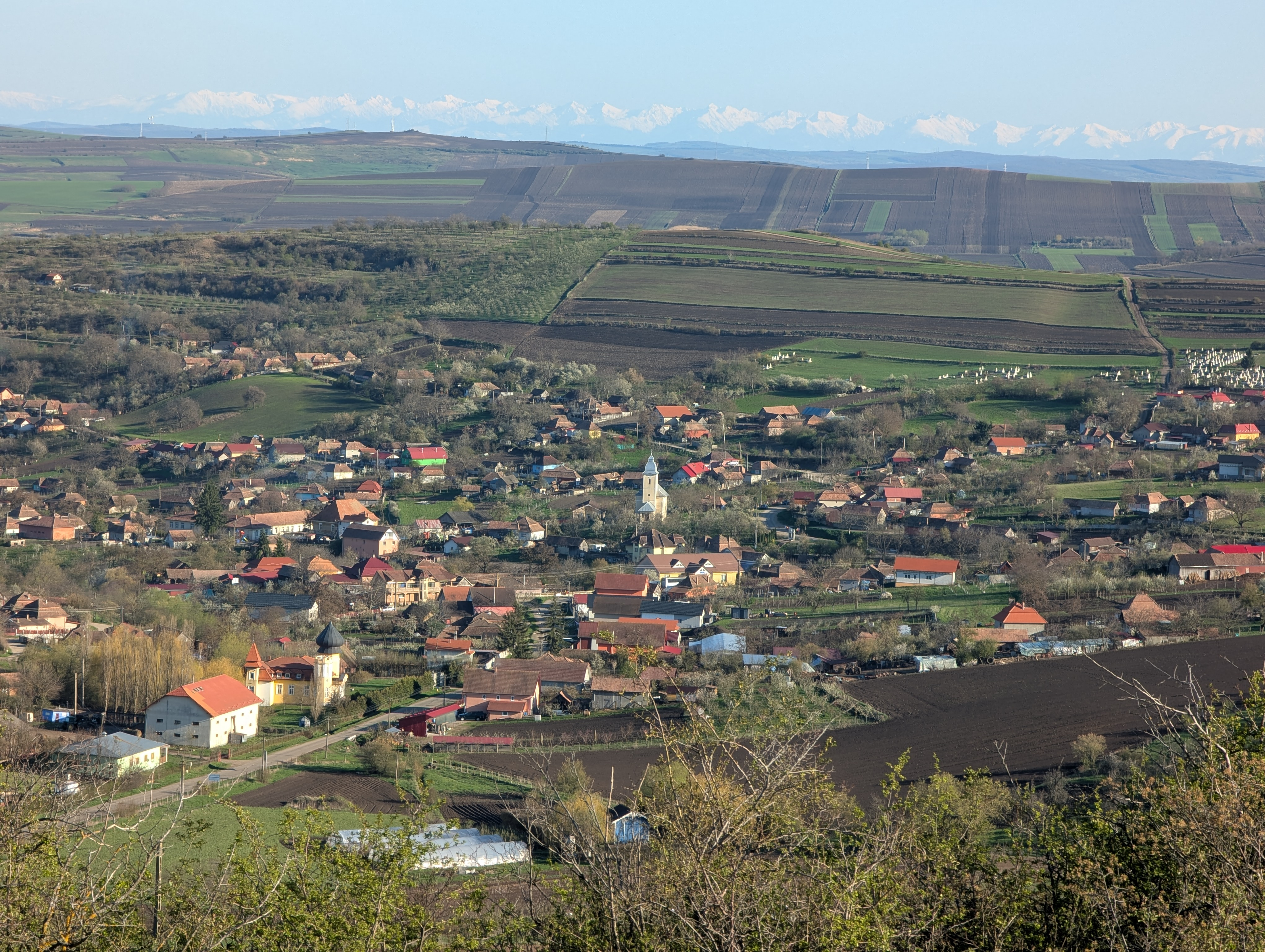
Padureni
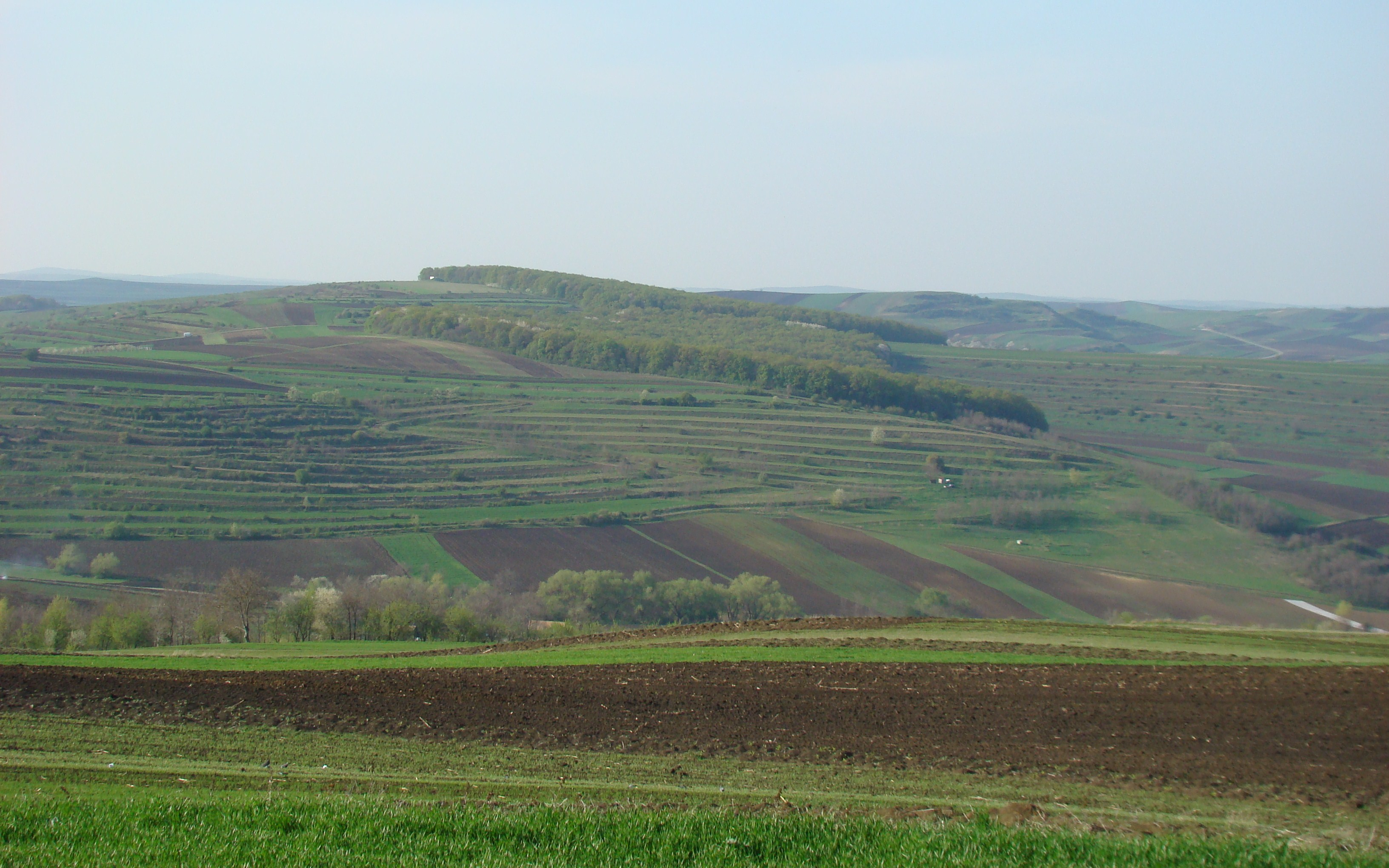
Pădureni Hotar
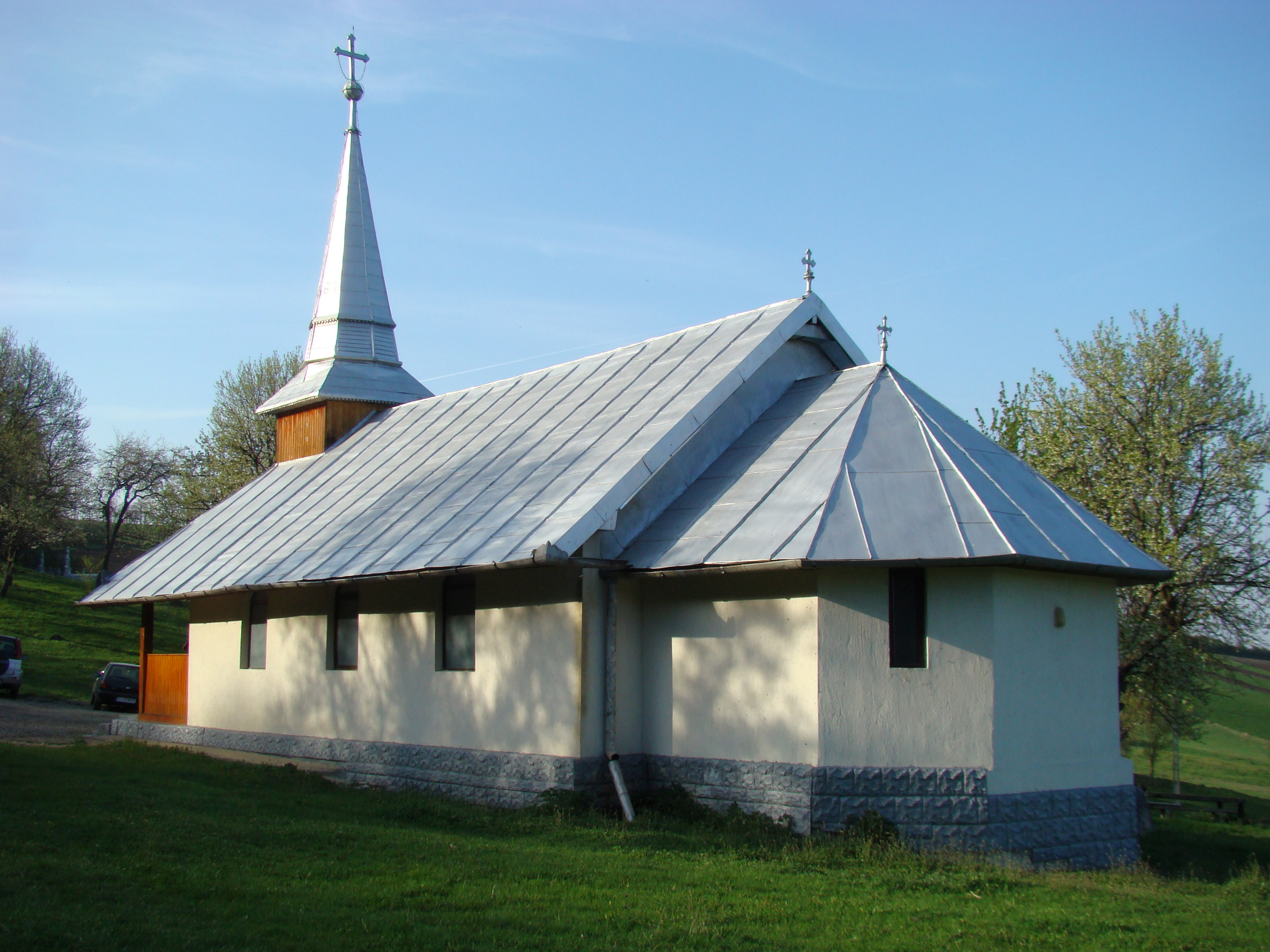
Biserica de lemn (1852) a mănăstirii ortodoxe din Pădureni-Hotar, biserică adusă din localitatea Băișoara
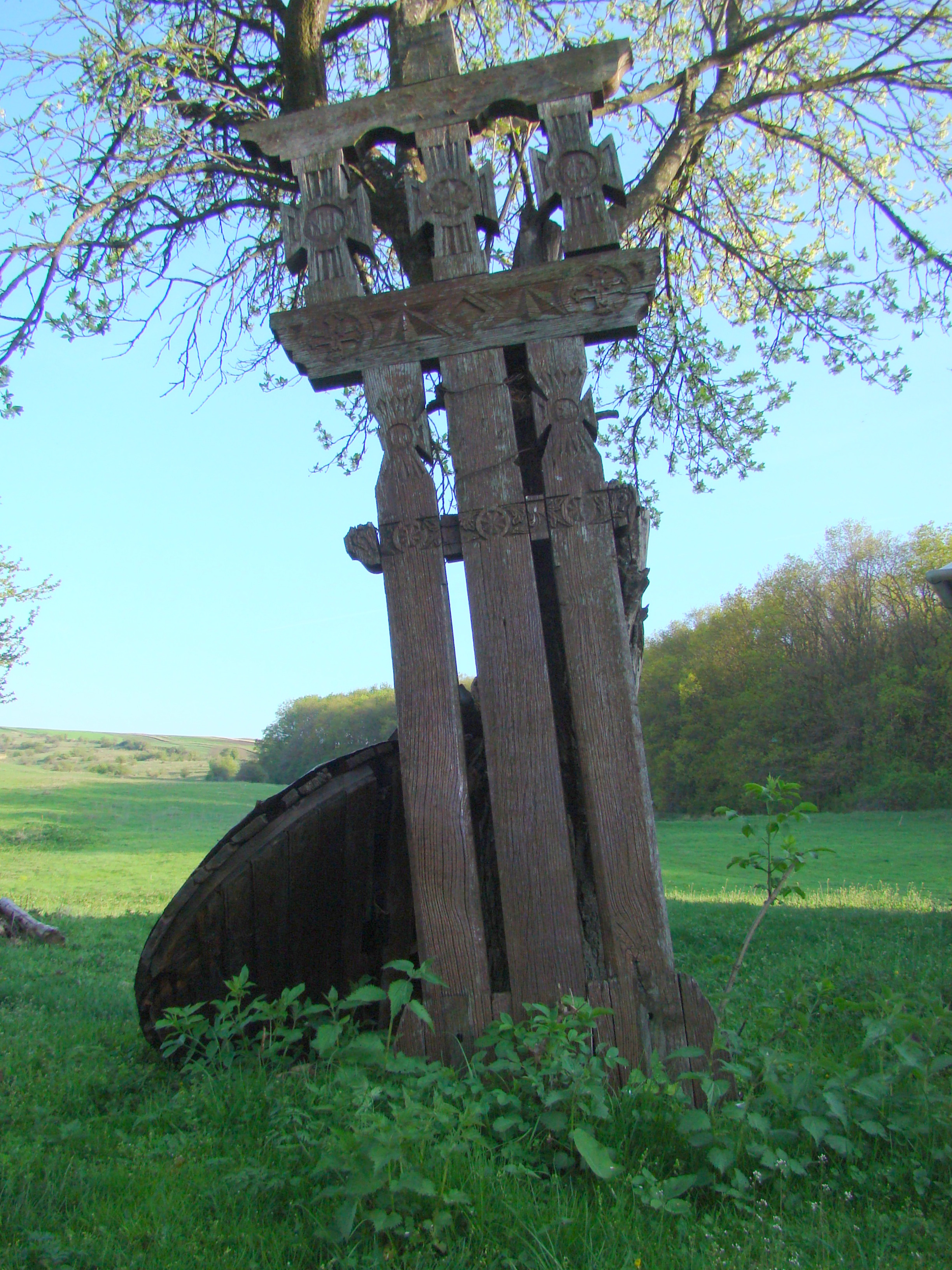
Troiță veche de lemn

## Legături externe
Materiale media legate de Pădureni la Wikimedia Commons
- Primăria Tritenii de Jos